# Zhai Biao
Zhai Biao (en chino, 翟飚; Pekín, China; 14 de septiembre de 1968) es un exfutbolista y entrenador de fútbol de China que jugaba en la posición de centrocampista.

## Clubes
| Periodo   | Club              |
| --------- | ----------------- |
| 1987–1994 | Beijing Guoan     |
| 1995–1997 | Sichuang Quanxing |

### Selección nacional
Jugó para China en 3 ocasiones de 1988 a 1992 anotando un gol, participó en la Copa Asiática 1988.

## Logros
- Liga Jia-A: 1

1989